# Teofila Działyńska

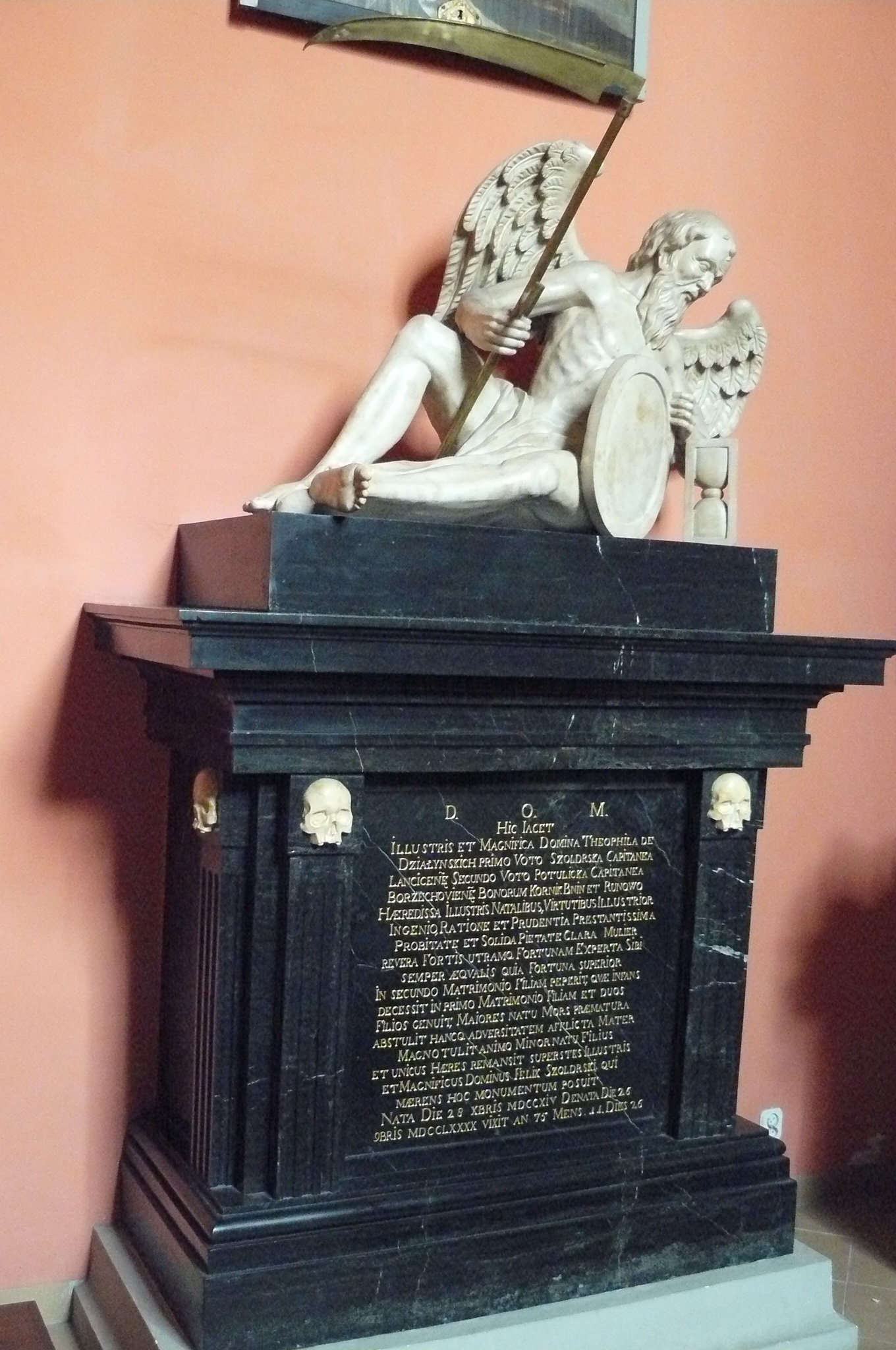
Nagrobek w Kórniku

Teofila z Działyńskich primo voto Szołdrska, secundo voto Potulicka (ur. 28 grudnia 1715 w Kórniku, zm. 26 listopada 1790 tamże) – właścicielka Zamku w Kórniku wraz z okolicznymi dobrami, w kulturze popularnej znana jako „Biała Dama” – duch z portretu na Zamku w Kórniku.

## Młodość i dwukrotne małżeństwo
Teofila Działyńska była córką Zygmunta Działyńskiego (właściciela Kórnika) i Teresy z Tarłów. Kiedy miała 7 lat, zmarł jej ojciec, a w wieku 11 lat po śmierci matki została sierotą. O jej dzieciństwie i młodości brak szczegółowych informacji i nie wiadomo, gdzie spędziła następne 7 lat do zawarcia małżeństwa. 
Po raz pierwszy wyszła za mąż 24 sierpnia 1732 za Stefana Macieja Szołdrskiego, starostę łęczyckiego, syna właścicieli Czempinia, gdzie małżonkowie zamieszkali. Z trojga ich dzieci przeżył tylko syn Feliks, urodzony 24 sierpnia 1736, późniejszy założyciel Nowego Tomyśla. Pierwszy mąż Teofili zmarł w 1737.
W 1743 Teofila wyszła za mąż po raz drugi – za Aleksandra Potulickiego, starostę borzechowskiego. Mąż był od niej 8 lat młodszy i miał mniejszy od niej majątek, co być może w połączeniu z dominującym charakterem Teofili doprowadziło do rozwodu w 1754. Od tego czasu Teofila żyła samotnie i skoncentrowała się na pracy w swoich dobrach w Kórniku i Runowie Krajeńskim.

## Działalność Teofili w Kórniku
Teofila z Działyńskich Potulicka była pierwszą wybitną przedstawicielką rodu Działyńskich władających Zamkiem w Kórniku. W czasach ogólnego upadku gospodarczego Polski  doprowadziła Kórnik i pobliski Bnin do rozkwitu. Osiągnęła to, między innymi sprowadzając do miasta protestanckich kolonistów niemieckich (tak zwane osadnictwo olęderskie) i popierając Żydów, co naraziło ją na zarzuty wspierania innowierców. W Bninie zbudowała zbór ewangelicki i ratusz, ale przebudowała też kościół parafialny w Kórniku. Już w 1740 r. pańszczyznę i daniny w naturze w swoim majątku zastąpiła czynszami dzierżawnymi. Budowała jazy i tamy na jeziorze Kórnickim a także drogi, wiatraki, młyny. Wszystko to sprawiło, że Kórnik stał się miastem znacznie większym i znaczniejszym od pobliskich Śremu i Środy Wlkp., a zaraz po II rozbiorze Polski w 1793 był nawet tymczasową siedzibą powiatu śremskiego. 

## Przebudowa Zamku w Kórniku

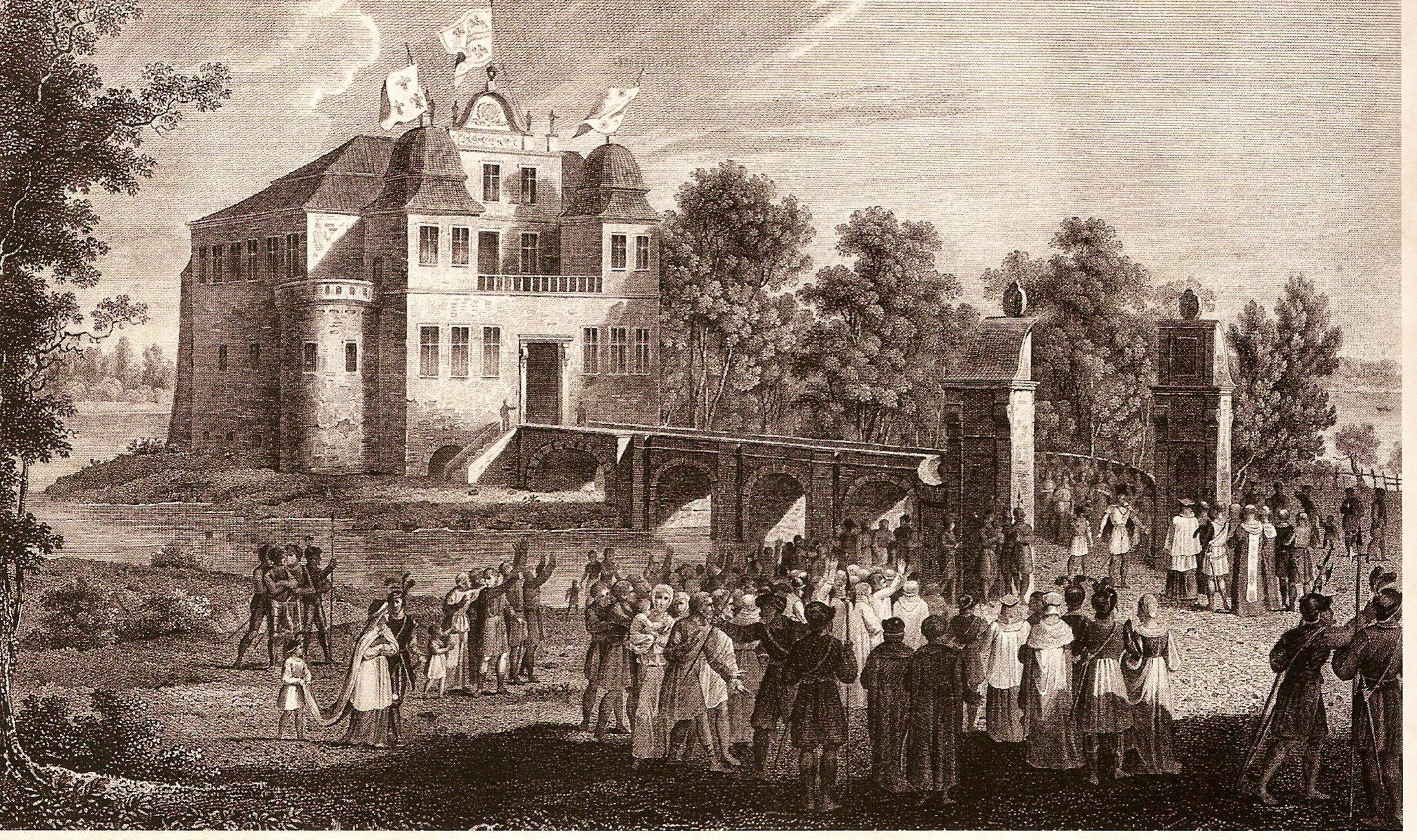
Zamek w Kórniku w czasach T. Działyńskiej, ryc. G. Doeblera

Teofila żywo interesowała się też sprawami kultury. Utrzymywała kontakt z Biblioteką Królewską w Berlinie, prenumerowała „Journal Encyclopedique”. Zainteresowanie nowymi prądami w architekturze i sztuce było bodźcem do przebudowy jej kórnickiej rezydencji, którą prowadziła przez niemal całe swoje życie. W wyniku tych prac zamek o dominujących dotychczas funkcjach obronnych przekształcono w pałacową rezydencję w typie entre cour et jardin. Główne wejście do zamku było teraz od strony północnej. Znajdujący się również od północy dziedziniec okolono dwiema oficynami. Z inicjatywy Teofili już po jej śmierci zbudowano w 1791 też trzecią oficynę – obecną Klaudynówkę (miejsce urodzenia Klaudyny Potockiej).
Stare, południowe, wejście do zamku prowadziło do ogrodu, który również został gruntownie przebudowany przez Teofilę w stylu francuskim (sama nazywała go włoskim). W ogrodzie zbudowano wodotryski, ptaszarnie, oranżerie, hodowano też jedwabniki, z których produkowano jedwab. W pobliskim Zwierzyńcu po drugiej stronie jeziora Kórnickiego trzymano też egzotyczne zwierzęta, m.in. wielbłąda. 
Kształt architektoniczny Zamku w Kórniku nadany mu przez Teofilę utrzymał się do przebudowy przez Tytusa Działyńskiego w połowie XIX w.

## Legenda Białej Damy
Teofila z Działyńskich Potulicka zmarła 26 listopada 1790 i została pochowana w krypcie kościoła Wszystkich Świętych w Kórniku. Po jej śmierci dobra w Kórniku i Bninie przeszły w ręce jej jedynego syna Feliksa Szołdrskiego, na mocy wyroku sądowego w 1801 zwrócono je jednak Działyńskim.
Pomimo niezaprzeczalnych zasług dla rozwoju Kórnika Teofilę już za życia zaczęły otaczać niepokojące opowieści. Szerzyły się plotki, że wdowa utrzymuje niemoralne stosunki z mężczyznami, w tym proboszczem katolickim z Kórnika i pastorem luterańskim z Bnina.
Po śmierci Teofili źródłem legend stał się dodatkowo jej portret w białej sukni pędzla prawdopodobnie Antoine'a Pesne'a, obecnie wiszący w sali jadalnej zamku. W XIX w. wśród okolicznej ludności zaczęto opowiadać, że krótko przed północą Teofila schodzi z portretu  i przechodzi na taras zamkowy. Następnie o północy do zamku przyjeżdża rycerz na czarnym koniu, który zabiera ją na przejażdżkę po parku. W ten sposób Teofila podobno pokutuje za rozebranie zameczku myśliwskiego Górków nad jeziorem Kórnickim, w którym diabły strzegły skarbów rodu Górków. Opowieść ta, przekazana przez XIX-wiecznego burgrabiego zamku Józefa Rychtera, utrzymała się do dzisiaj i dała początek legendzie o najsłynniejszym polskim duchu – Białej Damie.